# 미즈노 미키
미즈노 미키(일본어: 水野 美紀, 1974년 6월 28일~)는 일본의 배우이다.
가가와현 다카마쓰시 출생. 미에현 욧카이치시 출신. 오피스 모레 소속.

## 내력
1987년, 중학교 1학년 때 《제2회 토하토 올 레이즌 프린세스 콘테스트》에 출장해, 준우승. 그 후, 배우·오노 시게히사가 사장을 맡은 연예 사무소인 그린 프로모션에 스카우트되어 상경한다.
1994년, 그린 프로모션의 폐쇄로, 연예 사무소를 버닝 프로모션으로 이적.
2005년, 버닝 프로모션으로부터 독립해, 개인 사무소·오피스 모레를 설립.

## 인물
- 히노데 여자 학원 고등학교 졸업. 메이지가쿠인 대학 문학부 영문학과 중퇴.
- 남편은 배우 겸 일러스트레이터·카라하시 미츠루[1].

## 출연

### 드라마
- 지구전대 파이브맨 제39화 〈사랑을 주세요〉 (1990년 11월 23일, TV 아사히)
- 월요·여자의 서스펜스 〈서커스의 참극〉 (1990년 11월 26일, TV 도쿄)
- DRAMADOS 키레이즈키스기 (1991년, 칸사이 TV)
- 눈의 반딧불이 (1991년 1월 ~ 3월, 후지 TV·토카이 TV 제작)
- 배후 형사-URADEKA- 제5화 〈보석 강도범의 여동생을 구해라!〉 (1992년 5월 12일, TV 아사히)
- 정말로 있었던 무서운 이야기 제8화 〈유령이 사는 여관〉 (1992년 6월 22일, TV 아사히)
- 영화 같은 사랑하고 싶어 〈하드 웨이〉 (1993년 1월 23일, TV 도쿄)
- 쇼난 여자 기숙사 이야기 (1993년 7월 ~ 9월, TV 아사히) - 야마노 사키 역
- 한밤중을 빠져나가다 (1993년 11월 ~ 12월, TV 아사히) - 치카 역
- 미토 코몬 제22부 제28화 (1993년 11월 22일, TBS) - 오소노 역
- 하구레 형사 순정파 제7시리즈 제1화 (1994년 4월 6일, TV 아사히)
- 드라마 BOX 너에게 전하고 싶어 〈빠져보고 싶어〉 (1994년, 마이니치 방송) - 리에 역
- 본모습을 안고 (1994년, 후지 TV)
- 운난 세계 정복 선언 제112화 단편 드라마 〈더운 하늘이 좋아〉 (1994년 11월 11일, 닛폰 TV)
- 꿈꾸는 때가 지나도 (1994년 10월 ~ 12월, TBS)
- 에리어 코드 드라마 092 꽃보라 영 마마 온천 (1995년, FBS 후쿠오카 방송)
- 월요 드라마 스페셜 〈부모 자식 변호사의 탐정 수첩〉 (TBS) - 오노 아즈미 역
  - 부모 자식 변호사의 탐정 수첩 1 (1995년 6월 12일)
  - 부모 자식 변호사의 탐정 수첩 2 (1996년 7월 22일)
  - 부모 자식 변호사의 탐정 수첩 3 〈사랑과 덫에 빠져서〉 (1997년 10월 13일)
- 하구레 의사·생명 맡겠습니다! (1995년 1월 ~ 3월, TV 아사히)
- 연인이여 (1995년 10월 ~ 12월, 후지 TV) - 와타나베 미오 역
- Age,35 사랑스러워서 (1996년 4월 ~ 6월, 후지 TV) - 사쿠라이 야요이 역
- TOKYO 23구의 여자 제7화 〈치요다 구의 여자〉 (1996년, 후지 TV)
- 날개를 주세요! (1996년 7월 ~ 9월, 후지 TV) - 미츠이 아사미 역
- 내추럴 natural 사랑의 행방 (1996년, 요미우리 TV)
- 춤추는 대수사선 시리즈 (후지 TV) - 카시와기 유키노 역
  - 춤추는 대수사선 (1997년 1월 ~ 3월)
  - 춤추는 대수사선 특별편 완간서 사건 파일 (1997년 12월 29일)
  - 춤추는 대수사선 연말 특별 경계 스페셜 (1997년 12월 30일)
  - 완간서 여경 이야기 초여름의 교통 안전 스페셜 (1998년 6월 19일)
  - 춤추는 대수사선 가을의 범죄 박멸 스페셜 (1998년 10월 6일)
  - 춤추는 대수사선 가을의 범죄 박멸 스페셜 완벽판 (1998년 12월 22일)
- 교무실 (1997년 7월 ~ 9월, TBS) - 혼다 에츠코 역
- 베스트 파트너 (1997년 10월 ~ 12월, TBS)
- HOTEL (1998년, TBS) - 메아리 J 이토 역
- 그녀와의 시대 (1998년, TV 아사히) - 아키 역
- P.A. (1998년 10월 ~ 12월, 닛폰 TV) - 하무라 시즈카 역
- 샐러리맨 킨타로 (1999년, TBS) - 야지마 아케미, 아이하라 히토미 역
  - 샐러리맨 킨타로 완전 박력! 가을 2시간 스페셜 (1999년 10월 9일)
  - 샐러리맨 킨타로 스페셜 (2002년 1월 4일)
- 그녀들의 시대 (1999년 7월 ~ 9월, 후지 TV) - 오오타 치즈 역
- TEAM (1999년 10월 ~ 12월, 후지 TV) - 탄바 츠즈레 역
- 뷰티풀 라이프 (2000년 1월 ~ 3월, TBS) - 타무라 사치에 역
- 기묘한 이야기 봄 특별편 〈차게 하는 여자〉 (2000년 3월 27일, 후지 TV) - 주연
- 하나무라 다이스케 (2000년 7월 ~ 9월, 칸사이 TV) - 타카무라 야요이 역
  - 하나무라 다이스케 스페셜 너스를 구해라!! (2001년 1월 2일)
- 아버지. (2000년 10월 ~ 12월, TBS) - 칸자키 사유리 역
- 싱고 마마 드라마 스페셜 〈옷하〉는 세계를 구한다 (2000년, 후지 TV)
- 여자 아나운서. (2001년 1월 ~ 3월, 후지 TV) - 주연·오오츠키 마코토 역
- 사랑이 하고 싶어 사랑이 하고 싶어 사랑이 하고 싶어 (2001년 7월 ~ 9월, TBS) - 하네다 아이 역
- 에쿠니 카오리 X마스 드라마 〈따뜻한 접시〉 (2001년, 칸사이 TV) - 치하루 역
- 첫 체험 (2002년 1월 ~ 3월, 후지 TV) - 주연·타카나시 마치 역
- 연인은 스나이퍼 시리즈 (TV 아사히) - 엔도지 키나코 역
  - 연인은 스나이퍼 (2001년 10월 11일)
  - 연인은 스나이퍼 EPISODE2 (2002년 12월 24일)
- 행복의 꼬리 (2002년 4월 ~ 6월, TBS) - 주연·마츠이 미오 역
- 대하드라마 무사시 MUSASHI (2003년 1월 ~ 12월, NHK) - 카츠 역
- 시어머니와 함께 (2003년 1월 ~ 3월, 후지 TV) - 주연·아라마키 타마요 역
- 연애 편지~우리가 사랑한 남자~ (2003년 10월 ~ 12월, TBS) - 타케하라 쿄코 역
- 드림~90일에 1억 엔~ (2004년 3월 ~ 5월, NHK) - 주연·코이도 치하루 역
- 신경내과의 사키사카 슌스케의 사건 카르테 No.1 록크드 인 증후군 (2004년, BS 후지)
- 도망자 RUNAWAY (2004년 7월 ~ 9월, TBS) - 오자키 카오루 역
- 로쿠잔의 사랑 (2007년 2월 3일, TBS·SBC 제작) - 소마 콧코 역
- 슬로 스타트 (2007년 1월 ~ 2월, NHK) - 주연·타니구치 미치루 역
- 즉흥 드라마 츠카지의 무아 12인의 증언자 (2007년 4월 3일, WOWOW)
- 야규 쥬베에 7번 승부 최후의 투쟁 (2007년 5월 10일, NHK) - 야규 쇼 역
- 갈릴레오 제5장 (2007년 11월 12일, 후지 TV) - 야지마 타카코 역
- 어덜트 Baby (2008년 3월 ~ 4월, WOWOW) - 토미자와 이쿠코 역
- 오토메-OTOME- (2008년, TV 아사히)
- 나나세 다시 한 번 (2008년 10월 ~ 12월, NHK) - 스나도리 후지코 역
- 하늘을 나는 타이어 (2009년 3월 ~ 4월, WOWOW) - 에노모토 키와코 역
- 아지랑이의 갈림길 스페셜 〈바다의 어머니〉 (2010년 1월 1일, NHK)
- 파트너 season8 최종화 (2010년 3월 10일, TV 아사히) - 다테 역
- 고대소녀대 도군 V 제11 ~ 최종화 (2010년 12월 15일 ~ 22일, 마이니치 방송)
- 탐정 X로부터의 도전장! Season3 비스킷 (2011년 4월 28일, NHK) - 히메미야 아유미 역
- 타카하시 루미코 극장 제2장 〈운명의 새〉 (2012년 7월 15일, NHK BS 프리미엄) - 코구레 사토미 역
- MONSTERS 제7화 (2012년 12월 2일, TBS) - 후지카와 미사코 역
- 하늘의 방주 (2012년 12월 ~ 2013년 1월, WOWOW) - 주연·쿠로타니 나나미 역
- 백의의 눈물 제1부 〈여명〉 (2013년 4월, 토카이 TV) - 주연·모모타 시즈쿠 역
- 하늘을 나는 홍보실 (2013년 4월 ~ 6월, TBS) - 유즈키 노리코 역
- 사건 구명의~IMAT의 기적~ (2013년 10월 6일, TV 아사히) - 사유미 마리 역
  - 사건 구명의 2~IMAT의 기적~ (2014년 6월 15일)
- 바다 위의 진료소 제10화 (2013년 12월 16일, 후지 TV) - 타키야마 하루코 역
- 팀 바티스타 4 나전미궁 (2014년 1월 ~ 3월, 칸사이 TV) - 사쿠라노미야 사유리 역
- 가족 사냥 (2014년 7월 ~ 9월, TBS) - 후유시마 아야메 역
- 새하얗다 (2015년 1월 ~ 3월, TBS) - 이와부치 메구미 역
- 아임 홈 (2015년 4월 ~ 6월, TV 아사히) - 노자와 카오루 역
- 37.5°C의 눈물 (2015년 7월 ~ 9월, TBS) - 세키 메구미 역
- 토요 와이드 극장 〈신·오토리 수사관〉 (2015년 9월 12일, TV 아사히) - 코사카 린 역
- 도망치는 여자 (2016년 1월 ~ 2월, NHK) - 주연·리에코 역
- 가족의 형태 (2016년 1월 ~ 3월, TBS) - 나가사토 메구미 역
- 러브송 (2016년 4월 ~ 6월, 후지 TV) - 시시도 나츠키 역
- 망향 〈귤꽃〉 (2016년 9월 28일, TV 도쿄) - 토미타 쇼코 역
- 검은 10인의 여자 (2016년 9월 ~ 12월, 요미우리 TV) - 카요 역
- 용사 요시히코와 인도하는 7인 제4화 (2016년 10월 28일, TV 도쿄) - 마녀 역
- 빼앗은 사랑, 겨울 (2017년 1월 ~ 3월, TV 아사히) - 모리야마 란 역

### 영화
- 슈트! (1994년, 쇼치쿠) - 엔도 역
- 뇌전 (1994년) - 타카나시 역
- 열혈 골프 클럽 (1994년) - 스다 나오코 역
- 대실연. (1995년, 토에이) - 나미 역
- 가메라 2 레기온의 습격 (1996년, 토호) - 호나미 미도리 역
- 춤추는 대수사선 시리즈 (토호) - 카시와기 유키노 역
  - 춤추는 대수사선 THE MOVIE (1998년)
  - 춤추는 대수사선 THE MOVIE 2 레인보우 브리지를 봉쇄하라! (2003년)
  - 교섭인 마시타 마사요시 (2005년)
  - 춤추는 대수사선 THE FINAL 새로운 희망 (2012년)
- 샐러리맨 킨타로 (1999년, 토호)
- 천리안 (2000년, 토에이) - 미사키 미유키 역
- 연인은 스나이퍼 극장판 (2004년, 토에이) - 엔도지 키나코 역
- 입 찢어진 여자 (2007년, 토네이도 필름) - 마츠자키 타에코 역
- 도감에 실리지 않은 곤충 (2007년, 닛카츠) - 미인 편집장 역
- 진·여입식사열전 (2007년, 시부야 시네퀸트 데이즈) - 버번의 미키 역
- 그 하늘을 기억해 (2008년, 소니 픽처즈 엔터테인먼트) - 후카사와 케이코 역
- 저지의 두 사람 (2008년, 재너듀) - 아들의 아내 역
- 하드 리벤지, 미리 (2008년) - 주연·미리 역
- 하드 리벤지, 미리 블러디 배틀 (2009년) - 주연·미리 역
- 화천의 성 (2009년, 토에이) - 우네 역
- 하나코의 일기 (2010년) - 타쿠요 역
- 사랑의 죄 (2012년, 닛카츠) - 주연·요시다 카즈코 역
- Dead Mine (2012년, 인도네시아 영화) - Rie 역
- 나는 아직 진심을 내지 않았을 뿐 (2013년, 쇼치쿠) - 미야타의 아내 역
- 앙 (2015년, 엘레판트 하우스) - 와카나의 어머니 역